# Буевка
Бу́евка — деревня Архангельского сельсовета Елецкого района Липецкой области. Имеет одну улицу: Шоссейная.

## Население
| 2010 |
| ---- |
| 15   |